# Type 80
Der Type 80 ist ein in der Volksrepublik China hergestellter  Kampfpanzer.

## Geschichte
Im Gegensatz zum älteren Type 63 ist der Type 80 keine direkte Weiterentwicklung des Type 59, sondern beinhaltet einige wichtige Neuheiten. Er verfügt über eine neuentwickelte Wanne. Die Studien hierzu begannen 1978, allerdings wurde erst 1988 mit der Produktion begonnen. Hersteller war die Firma China North Industries Corporation (NORINCO) mit Hauptsitz in Peking.
Das Heer der Volksbefreiungsarmee bezog zwischen 1985 und 1995 etwa 500 Stück dieser Kampfpanzer. Weitere 20 Stück wurden an die Streitkräfte von Myanmar geliefert.

## Ausstattung
Der Type 80 verfügt über einen geschweißten Rumpf und ist in drei separate Abteile mit dem Fahrer an der Front, dem Kampfraum in der Mitte, sowie Motor und Getriebe an der Hinterachse unterteilt. Die Plätze für den Kommandanten, Kanonier und den Ladeschützen befinden sich im Turm.
Standardmäßig ist der Type 80 mit einem Feuermelde- und Löschsystem und einem Bergebalken ausgestattet. Für das Durchqueren von tiefem Wasser kann der Panzer mit einem Schnorchel und einem Periskop ausgestattet werden. Bedarfsmäßig kann die Front mit einer Verbundpanzerung ausgestattet werden. Am Heck lassen sich zur Erhöhung der Reichweite zwei Zusatztanks montieren, die nach Gebrauch abgeworfen werden können. Weiterhin ist er mit jeweils sechs dual-gummibereiften Rädern und einem Antriebsrad auf jeder Seite ausgestattet.
Das zweite Modell der Type 80-II (auch Type 80B) wurde mit einer verbesserten Feuerleitanlage ausgerüstet, die auch in die Vorgängermodelle nachgerüstet wurde; eine Halbautomatik ersetzte das bisherige Schaltgetriebe. Weiterhin erhielt er einen Laser-Entfernungsmesser mit integrierten Future Combat Systems. Als erster chinesischer Panzer verfügte er über eine kollektive ABC-Schutzausrüstung mit Überdrucksystem, so dass die Besatzungsmitglieder im Inneren des Panzers keine einzelnen ABC-Schutzanzüge tragen müssen. 

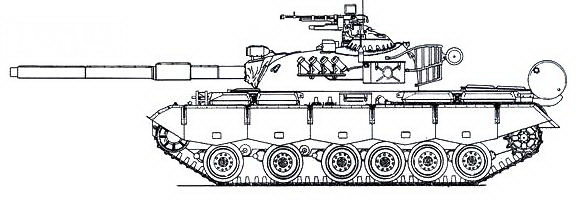
Grafik des chinesischen Type 80

## Einsatzmöglichkeiten
Im Gelände ist Type 80 in der Lage, bis zu 2,70 m breite Gräben zu überwinden, Steigungen bis zu 60° zu erklettern sowie bis zu 40° steile Böschungen zu überwinden. Mit der serienmäßigen Kanone können APFSDS-Wuchtgeschosse, HEAT-T-Hohlladungsgeschosse zur Panzerabwehr, HESH-Hochexplosiv-Munition und Sprenggranaten verschossen werden.

## Nachfolger
Da die Produktion des Type 80 im Jahr 1995 eingestellt worden war, wurde bereits Ende der 1980er-Jahre der Nachfolger Type 85 vorgestellt, der aber später durch den seit 1971 geplanten Type 98 bzw. dessen kampfwertgesteigerte Version Type 99 ersetzt wurde.